# Robert Elgie
Robert Clyde Elgie (* 23. April 1965; † 14. Juli 2019 in Dublin) war ein britischer Politikwissenschaftler und Hochschullehrer.

## Leben und Wirken
Robert Elgie studierte Politikwissenschaft, Wirtschaftswissenschaft und Philosophie an der Universität Oxford (Oriel College) und legte hier 1987 das Examen ab. Anschließend wechselte er 1988 an die London School of Economics and Political Science und promovierte dort 1991 zum Ph.D. Von 1991 bis 1995 war er dann als Dozent an der Loughborough University tätig, von 1995 bis 1999 an der irischen University of Limerick und von 1999 bis 2001 an der University of Nottingham. Im Jahre 2001 wurde er Professor für Politikwissenschaft an der Dublin City University und lehrte dort bis zu seinem frühen Tod im Jahre 2019.
In seiner wissenschaftlichen Arbeit beschäftigte sich Elgie vor allem mit semipräsidentiellen Regierungssystemen und dem politischen System Frankreichs. Er war Mitherausgeber der Zeitschrift "French Politics".
2017 wurde er Mitglied der Royal Irish Academy.

## Veröffentlichungen (Auswahl)
Monographien
- The role of the Prime Minister in France, 1981–91. St. Martin's Press, New York 1993, ISBN 0-312-10194-5.
- Political leadership in liberal democracies. Macmillan, Basingstoke 1995, ISBN 0-333-59758-3.
- (Hrsg.): Electing the French president. The 1995 presidential election. Macmillan, Basingstoke 1996, ISBN 0-333-63085-8.
- (mit Helen Thompson): The politics of central banks (= Routledge advances in international relations and global politics, Bd. 7). Routledge, London 1998, ISBN 0-415-14422-1.
- (Hrsg.): Semi-presidentialism in Europe. Oxford University Press, Oxford 1999, ISBN 0-19-829386-0.
- (Hrsg.): The changing French political system. Cass, London 2000, ISBN 0-7146-5043-9.
- (Hrsg.): Divided government in comparative perspective. Oxford University Press, Oxford 2001, ISBN 0-19-829565-0.
- Political institutions in contemporary France. Oxford University Press, Oxford 2003, ISBN 0-19-878266-7.
- (Hrsg., mit Sophia Moestrup): Semi-presidentialism outside Europe. A comparative study. Routledge, London 2007, ISBN 0-415-38047-2.
- Semi-presidentialism. Sub-types and democratic performance. Oxford University Press, Oxford 2011, ISBN 0-19-958598-9.
- (Hrsg., mit Emiliano Grossmann u. Amy G. Mazur): The Oxford handbook of French politics. Oxford University Press, Oxford 2016, ISBN 0-19-966969-4.
- Political leadership. A pragmatic institutionalist approach. Palgrave Macmillan, London 2018, ISBN 978-1-137-34621-6.
- (Mithrsg.): The Oxford handbook of political executives. Oxford University Press, Oxford 2020, ISBN 978-0-19-880929-6.

Aufsätze
- (mit Howard Machin): France. The limits to prime-ministerial government in a semi-presidential system. In: West European politics, Bd. 14 (1991), S. 62–78.
- (mit Moshe Maor): Accounting for the survival of minority governments. An examination of the French case, 1988–1991. In: West European politics, Bd. 15 (1992), S. 57–74.
- From the exception to the rule. The use of article 49-3 of the Constitution since 1958. In: Modern & contemporary France, Bd. 1 (1993), S. 17–26.
- Democratic accountability and central bank independence. In: West European politics, Bd. 21 (1998), S. 53–76.
- Studying the presidency under the Fifth Republic. Past approaches and future perspectives. In: Sylvain Brouard u. a. (Hrsg.): The French Fith Republic at fifty. Beyond stereotypes. Palgrave Macmillan, New York 2009, S. 25–40, ISBN 978-0-230-22124-6.
- Duverger, semi-presidentialism and the supposed French archetype. In: West European politics, Bd. 32 (2009), S. 248–267.
- Varieties of presidentialism & leadership outcomes. In: Daedalus, Bd. 145 (2016), S. 57–68.
- The election of Emmanuel Macron and the new French party system. A return to the éternal marais? In: Modern & contemporary France, Bd. 26 (2018), S. 15–29.